# Louis d’Aumont
Louis d‘Aumont de Rochebaron (* 19. Juni 1667; † 6. April 1723 in Paris) war ein französischer Hochadliger, Militär, Hofbeamter und Diplomat aus dem Haus Aumont.
Er war Marquis de Villequier, 3. Duc d’Aumont, Pair de France, Maréchal de camp, Premier Gentilhomme de la Chambre du Roi etc.

## Leben
Louis d’Aumont war der älteste Sohn von Louis-Marie-Victor d’Aumont, 2. Duc d‘Aumont (1632–1704), und dessen erster Ehefrau Madeleine Fare Le Tellier (um 1646–1668), sowie der Halbbruder von Louis-François d’Aumont (1671–1751), Marquis de Chappes, Duc d‘Humières. Er war anfangs als Marquis de Villequier bekannt. Am 6. April 1683 wurde er in der Nachfolge seines Vaters (en survivance) zum Premier Gentilhomme de la Chambre du Roi ernannt und legte am selben Tag den Eid ab. Im selben Jahr trat er den Musketieren bei.

### Reunionskrieg
Bereits Ende 1683 kämpfte er im Reunionskrieg bei der Belagerung von Kortrijk unter dem Oberkommando von Marschall Humiéres. Den Feldzug von 1684 begann er im Feldlager von Lessines unter dem Oberkommando von Marschall Schomberg, wurde dann aber von Marschall Créquy als Aide-de-camp ausgewählt, unter dem er bei der Belagerung von Luxemburg (April–Juni 1684) kämpfte.

### Pfälzischer Erbfolgekrieg
Eine Woche vor Beginn des Pfälzischen Erbfolgekriegs (1688–1697) wurde ihm am 20. September 1688 eine Kompanie im Régiment Royal-Roussillon cavalerie zugewiesen; er schloss sich ihr in Deutschland an und befehligte sie bei den Belagerungen von Philippsburg (September/Oktober), Mannheim und Frankenthal im selben Jahr sowie bei der Eroberung der Pfalz im Jahr 1689.
Am 17. März 1690 wurde er Mestre de camp des Kavallerieregiments seines Namens und befehligte es bei der Belagerung von Mons (März/April 1691), dann in der Deutschlandarmee im Jahr 1691, bei der Belagerung von Namur (Mai/Juni 1692), in der Schlacht bei Steenkerke (3. August 1692) und in der Schlacht bei Neerwinde (29. Juli 1693). Er diente 1694 weiter in Flandern und nahm an der Bombardierung von Brüssel (13.–15. August 1685) teil. Am 30. August 1695 erlitt er im Gefecht an der Mehaigne eine Verletzung an der Hand, die danach verkrüppelt blieb. Er wurde am 3. Januar 1696 zum Brigadier der Kavallerie befördert und in diesem und im nächsten Jahr in Flandern eingesetzt; 1698 befand er sich im Feldlager von Compiègne.

### Zivilist
Mit Schreiben vom 21. Juni 1701 wurde er der Deutschlandarmee zugeordnet. Am 29. Januar 1702 wurde er zum Maréchal de camp ernannt, gab daraufhin sein Regimentskommando ab und diente ab dann nicht mehr.
Mit dem plötzlichen Tod seines Vaters am 19. März 1704 wurde er Duc d’Aumont und Pair de France; am selben Tag wurde er Prmeier Gentilhomme de la Chambre du Roi, Gouverneur und Lieutenant-général des Boulonnais, Gouverneur von Boulogne un Tour d‘Or, Fort Mont Hulin und Étaples, Ämter, die durch den Tod seines Vaters vakant geworden waren; am 13. Juli desselben Jahres wurde er als Pair ins Parlement de Paris aufgenommen.
Am 2. Dezember 1712 wurde er zum Ritter im Orden vom Heiligen Geist und zum Außerordentlichen Botschafter im Vereinigten Königreich ernannt. Er kam am 13. Dezember 1712 in London an und hatte am 15. Dezember seine erste Audienz bei der Königin von Großbritannien. Nach der Rückkehr von dieser Gesandtschaft hatte er am 25. November 1713 eine Audienz bei Ludwig XIV.
Um den Jahreswechsel 1721/22 gab er den Herzogstitel an seinen Sohn weiter, der am 19. Januar 1722 als Pair vereidigt wurde. Louis d'Aumont starb am 6. April 1723 in Paris an einer Fischvergiftung.

## Ehe und Nachkommen
Louis d’Aumont heiratete am 17. Dezember 1690 Olympe de Brouilly de Piennes, Marquise de Piennes (* um 1660; † 23. Oktober 1723 in Passy an den Pocken), Tochter von Antoine de Brouilly, Marquis de Piennes, Ritter im Orden vom Heiligen Geist, und Françoise Godet. Ihre Kinder sind:
- Louis-Marie d’Aumont (* 26. September 1691; † 5. November 1723 in Paris) 4. Duc ‘Aumont, Pair de France, Premier Gentilhomme de la Chambre du Roi; ⚭ 3. Juli 1708 Catherine de Guiscard († 9. Juli 1723 im 35. Lebensjahr), einzige Tochter von Louis, Comte de La Bourlie, Ritter im Orden vom Heiligen Geist, und Angélique Elisabeth de la Langlée
- Sohn (* 9. Dezember 1692; † 5. Oktober 1702)